# Маріанджела Мелато
Маріанджела Мелато (італ. Mariangela Melato; 19 вересня 1941 — 11 січня 2013) — італійська акторка театру і кіно. Одна з найпопулярніших європейських акторок 1970-х років.

## Біографія
Вивчала акторську майстерність в Міланській театральної академії.
Вперше на екрані Маріанджела Мелато з'явилася в 1970 році у фільмі Пупі Аваті «Thomas e gli indemoniati» в ролі Зої.
Успіх принесли ролі Лідії в політичній драмі Еліо Петрі «Робітничий клас іде в рай» (1971, премія «Срібна стрічка», 1972), Фіорелли у фільмі Ліни Вертмюллер «Ображена честь Мімі-металурга» (1972, премія «Срібна стрічка», 1973), Джованни в комедії режисера Стено «Поліціантка» (1974, премія «Давид ді Донателло», 1975), Мари Кастореллі у сумній комедії Маріо Монічеллі «Дорогий Мікеле» (1976, премія «Давид ді Донателло», 1977, премія «Срібна стрічка», 1977), Офелії Пекораро в комедії Луїджі Коменчіні «Кіт» (1977,"Давид ді Донателло", 1978), в кінодрамі «Deminticare Venezia» (1979, реж. Франко Брузатті, премія «Срібна стрічка», 1979), Франчески в мюзиклі Пупі Аваті «Aiutami a sognare» (1981, премія «Давид ді Донателло», премія «Срібна стрічка», 1982).
На початку 1980-х Маріанджела Мелато зробила спробу завоювати популярність в США. Акторка знялася в кількох фільмах у Голлівуді, проте ці роботи не стали вдалими. Мелато повернулася до Європи, де її акторська слава залишалася незмінною. Акторка знімалася в фільмах Клода Шаброля, Ліни Вертмюллер, активно працювала на італійському і французькому телебаченні.
Після 1993 року Маріанджела Мелато знімалася рідше. У 2006 році виступила композиторкою фільму Марко Беллокйо «Режисер весіль».
Лауреатка безлічі премій за досягнення в кіно.